# MV Group
MV Group ist eine Holding des litauischen Konzerns „MG Baltic“. Die Haupttätigkeiten sind Handel und Industrie. Der Gründer  war Darius Mockus. 2012 erreichte man den Umsatz von 824,137 Mio. Litas (238,7 Mio. Euro). Seit dem 2. Januar 2018 firmiert die damalige Gesellschaft MG Baltic Trade als MV Group.

## Gesellschaften
- „Mineraliniai vandenys“ (Tochterunternehmen „MV Latvia“, „MV Eesti“, „MV Poland“),
- Logistikfirma „Tromina“,
- Spirituosenhersteller AB „Stumbras“,
- „Biofuture“,
- Bottlery (Einzelhandel, Fachgeschäfte).[4]

## Leitung
- 2000–2018: Darius Mockus
- 2018: Marijus Cilcius